# Опшквити
Опшквити (груз. ოფშკვითი) — село в Грузии, на территории Цхалтубского муниципалитета края (мхаре) Имеретия.

## История
В 1590 году близ селения произошло сражение между армией Имеретинского и Картлийского царств, также присутствовал владетельный князь Мегрелии. 

## География
Село находится в западной части Грузии, на правом берегу реки Риони, на расстоянии 15 километров к югу от города Цхалтубо, административного центра муниципалитета. Абсолютная высота — 67 метров над уровнем моря.

## Население
По результатам официальной переписи населения 2014 года, в Опшквити проживало 2067 человек (1032 мужчины и 1035 женщин). В национальной структуре населения грузины составляли 100 %.
| Год  | Население, человек |
| ---- | ------------------ |
| 2002 | 2368               |
| 2014 | ↘ 2067             |